# Taquaral
Taquaral là một đô thị ở bang São Paulo của Brasil. 
Đô thị này nằm ở vĩ độ 21º04'19" độ vĩ nam và kinh độ 48º24'37" độ vĩ tây, trên khu vực có độ cao 639 m. Dân số năm 2004 ước tính là 2.867 người. 
Về mặt giao thông, tuyến xa lộ SP-326 chạy qua đô thị này.